# Brooke Greenberg
Brooke Greenberg (Baltimore (Maryland), 8 januari 1993 – Baltimore (Maryland), 24 oktober 2013) was een Amerikaanse vrouw die gedurende haar leven fysiek en psychisch vergelijkbaar bleef met een peuter. Ze was ongeveer 76 cm lang met een gewicht van ongeveer 7,3 kg en had een geschatte geestelijke leeftijd van negen maanden tot twee jaar. Gedurende haar leven heeft Brooke nooit leren praten. Brooke had een jongere en twee oudere zussen die zich normaal ontwikkelden.
Brooke werd in 1993 ongeveer een maand te vroeg geboren met een gewicht van 1800 gram in het Sinai Hospital. Bij haar geboorte was ze een normaal kind, maar gedurende haar leven merkte men dat ze zich erg traag ontwikkelde. In de eerste zes jaren van haar leven had zij een aantal levensbedreigende ziekten. Ze had zeven maagzweren, had last van ademhalingsmoeilijkheden en werd getroffen door een beroerte. Tijdens deze opnames werd ze gevoed met behulp van een maagsonde.
Talrijke studies konden geen duidelijkheid verschaffen over de oorzaak van haar ziekte. Er zijn geen afwijkingen vastgesteld in haar hormoonhuishouding en haar chromosomen zijn normaal. Ook een onderzoek van haar DNA bleef zonder resultaat. Hoewel het leek dat Brooke fysiek niet ouder werd bleken verschillende delen van haar lichaam zich in verschillende leeftijds-stadia te bevinden. Haar hersenen zijn nauwelijks ouder dan die van een pasgeborene, terwijl haar botten overeenkomen met die van een tienjarige. De cellen in haar lichaam komen wel overeen met haar leeftijd. De lengte van haar telomeren worden korter met een snelheid zoals verwacht mag worden van iemand van haar leeftijd. Er werd gespeculeerd dat haar conditie veroorzaakt wordt door een genetische fout in een nog niet ontdekt gen die het verouderingsproces reguleert. Haar weesziekte werd Syndroom X genoemd. Na meerdere genetische testen bij zeven andere meisjes met dezelfde groeiachterstand werd de nieuwe genetische afwijking Neotenic Complex Syndrome (NCS) ontdekt.
Brooke Greenberg overleed onverwacht op 24 oktober 2013. Haar begrafenis vond plaats op 27 oktober, waarbij ze werd begraven op het Baltimore Hebrew Cemetery in haar woonplaats Reisterstown. De oorzaak van haar dood was bronchomalacie, een verzwakking van het kraakbeen in de wanden van de bronchiën. Deze medische conditie komt normaal gesproken alleen voor bij kinderen.